# Orchomenos, Boiotien

Orchomenos på en karta över antikens Boiotien

Orchomenos (grekiska Ὀρχομενός, latin Orchomenus) var en forntida stad i Boiotien, vid floden Kefissos, nära dess inflöde i sjön Kopais. I förhistorisk tid var Orchomenos huvudstad i det mäktiga minyska riket, och dess män deltog enligt Homeros med 30 skepp i härfärden till Troja. Sedermera var Orchomenos medlem av det boiotiska förbundet, men stod i spänt förhållande till Thebe, som eftersträvade supremati inom förbundet, tills det år 367 eller 364 f.Kr. fullständigt förstördes av thebanerna. Det återuppbyggdes av Filip II av Makedonien eller av Alexander den store, men vann inte mera någon betydenhet.

## Arkeologiska fynd
Fornlämningar av stadens akropolis ligger i närheten av den nygrekiska byn Skripu. År 1880-1886 upptäckte Heinrich Schliemann under sina utgrävningar den underjordiska kupolgrav som kallas "Minyas grav", ett monument från mykensk tid som inte stod "Atreus grav" i Mykene efter. År 1893 grävde André de Ridder ut Asklepios tempel och gravar i den romerska nekropolen. År 1903-1905 utförde en bayersk arkeologisk expedition under Heinrich Bulle och Adolf Furtwängler vidare utgrävningar på platsen, som lade i dagen bland annat lämningar av ett gammalt kungapalats, härrörande från den kretensisk-mykenska perioden, med märkliga väggmålningar på stuckgrund, liknande dem från Kreta. I ännu djupare lager har man funnit lämningar av en äldre (förmykensk) stad med gravar och egendomliga rundbyggnader av tegel, som enligt Furtwängler uppvisar ett nära släktskap med fynd i Thessalien från den neolitiska perioden. Bland övriga fynd är att märka rikt utstyrda gravar från den s.k. geometriska perioden (800- och 700-talet f.Kr.) samt byggnadsrester från klassisk och bysantinsk tid. Utforskningarna fortsattes 1970-1973 av Theodore Spyropoulos, som grävde ut det mykenska palatset, en förhistorisk gravplats och andra byggnader.